# Dufourea neoscintilla
Dufourea neoscintilla är en biart som beskrevs av Richard Mitchell Bohart 1980. Dufourea neoscintilla ingår i släktet solbin, och familjen vägbin. Inga underarter finns listade i Catalogue of Life.